# Gonaxia crusgalli
Gonaxia crusgalli är en nässeldjursart som beskrevs av Vervoort 1993. Gonaxia crusgalli ingår i släktet Gonaxia och familjen Sertulariidae. Inga underarter finns listade i Catalogue of Life.